# 七里河区
七里河区（しちりが-く）は中華人民共和国甘粛省蘭州市に位置する市轄区。黄河南岸の城関区と西固区の間に位置する。蘭州の混合地区の一つで、蘭州化工公司などいくつかの大規模な機械工場や企業のオフィスがこの区にある。この区の地形は狭く、南は黄河からそう遠くなくして黄土山地となるため、山の斜面に住宅が建てられている。
漢族、回族、モンゴル族、東郷族など28の民族が住む。

## 行政区画
9街道、5鎮、1郷を管轄し、その下部に74社区居委会、67村委会、314村民小組を構成する：
- 街道弁事処
  - 西園街道
    - 10社区：下西園、上西園、林家荘、西津東路、五星坪、工林路、柏樹巷、華林山、華林坪、文化宮

  - 西湖街道
    - 9社区：蘭工坪南街、蘭工坪北街、駱駝巷、梁家荘、小西湖東街、小西湖西街、建工中街、安西路、西津橋

  - 建蘭路街道
    - 7社区：建蘭路、王家堡、呉家園、呉家園西街、建蘭北路、火星街、光華街

  - 敦煌路街道
    - 8社区：蘭石、任家荘、柳家営、長征廠、軸承廠、鄭家荘、金港城、西津西路中

  - 西站街道
    - 8社区：建西東路、西津西路東、小西坪、西站東路、西站西路、三角銭、武威路、機車廠

  - 晏家坪街道
    - 5社区：晏家坪中院、晏家坪北院、晏家坪南院、晏家坪鉄路院、機車廠四区

  - 龔家湾街道
    - 6社区：龔家坪西路、龔家坪東路、民楽路、電機廠、武山路、龔家湾

  - 土門墩街道
    - 5社区：河湾堡、土門墩、西津西路西、蘭通廠、建西西路

  - 秀川街道
    - 8社区：秀川、穴崖子、崔家崖、大灘、馬灘、鄭家荘、鄭家荘新村、銀灘花園

- 鎮
  - 阿干鎮
    - 5社区：大水子、石門溝、高林溝、中街、爛泥溝
    - 12村：阿干、坪嶺、琅峪、山寨、深溝掌、馬泉、馬場、大溝、大水子、西溝、鉄冶、楊家場

  - 八里鎮
    - 3社区：八里窯、峴口子、華林路
    - 11村：西園、後五泉、五里鋪、崖頭、八里窯、二十里鋪、花寨子、侯家峪、清水営、果園、峴口子

  - 彭家坪鎮
    - 10村：王家湾、任家荘、蒋家坪、彭家坪、土門墩、西坪、牟家坪、賈家山、石板山

  - 西果園鎮
    - 14村：晏家坪、西津、周家山、堡子、王家坪、上嶺、柴家河、西果園、草源、上果園、青崗、鷂子嶺、袁家湾、湖灘

  - 黄峪鎮
    - 11村：王官営、宋家溝、趙李家窪、中荘、陶家溝、魯家溝、張家嶺、蒋家湾、尖山、邵家窪、王家荘

- 郷
  - 魏嶺郷
    - 9村：小山口、柳樹湾、龍池、白家峴、海家嶺、沈家嶺、緑化、晏家窪、煤山

## 交通

### 鉄道
- 中国鉄路総公司
  - 蘭新線第二複線、徐蘭旅客専用線、蘭中都市間鉄道、蘭新線
    - 蘭州西駅

### 道路
- 高速道路
  - 蘭海高速道路
  - 蘭州環状高速道路
- 国道
  - G212国道
  - G309国道